# NGC 4535
NGC 4535 је спирална галаксија у сазвежђу Девица која се налази на NGC листи објеката дубоког неба.
Деклинација објекта је + 8° 11' 51" а ректасцензија 12h 34m 20,2s. Привидна величина (магнитуда) објекта NGC 4535 износи 9,8 а фотографска магнитуда 10,5. Налази се на удаљености од 16,643 милиона парсека од Сунца. NGC 4535 је још познат и под ознакама UGC 7727, MCG 1-32-104, CGCG 42-159, VCC 1555, IRAS 12318+0828, PGC 41812.